# Козлов, Валентин Иванович (футболист)
Валентин Иванович Козлов (6 января 1959, Запорожье — ?) — советский футболист, защитник, полузащитник, нападающий.
Воспитанник ДЮСШ «Сатурн» Рыбинск. Дебютировал в команде в 1976 году во второй лиге. 1979 год начал в московском «Торпедо». Провёл четыре матча в Кубке СССР и один — в чемпионате: 2 апреля в гостевой игре против ростовского СКА (1:2) на 81-й минуте заменил Владимира Сахарова. Остаток сезона провёл в «Сатурне». Армейскую службу проходил в 1980—1981 годах в команде первой лиги «Искра» Смоленск. В мае — июне был в составе ЦСКА, играл за дубль, забил два мяча «Динамо» Минск (3:4).
В дальнейшем играл за «Сатурн» (1982, 1984), «Шинник» Ярославль (1982—1984), «Металлург» Запорожье (1985—1986, 1988), «Торпедо» Запорожье (1987, 1989—1991). 1988 год начинал в московском «Спартаке», за дубль которого провёл один матч.